# Sean Considine
Sean Considine (Dixon, 28 ottobre 1981) è un ex giocatore di football americano statunitense che gioca nel ruolo di safety per i Baltimore Ravens della National Football League (NFL). Fu scelto nel corso del quarto giro (105º assoluto) del Draft NFL 2005 dai Philadelphia Eagles. Al college ha giocato a football all’Università dell'Iowa.

## Carriera professionistica

### Philadelphia Eagles
Considine fu scelto dai Philadelphia Eagles nel quarto giro del draft 2005. Debuttò nella NFL contro i Kansas City Chiefs il 2 ottobre 2005. La sua stagione da rookie terminò con 6 presenze. Nel 2006 giocò tutte le 16 gare per la prima volta in carriera, partendo come titolare nelle ultime nove. Quella stagione mise a segno un primato in carriera di 107 tackle, oltre a 1,5 sack e un intercetto.  Partì come strong safety titolare nella vittoria degli Eagles nel primo turno di playoff contro i New York Giants, oltre che nel turno successivo contro i New Orleans Saints, terminando quei playoff con 13 tackle totali.
Nel 2007 partì come titolare nelle prime otto gare prima che un infortunio alla spalla facesse terminare anzitempo la sua stagione. La stagione successiva, l'ultima con gli Eagles, tornò a giocare tutte le 16 gare stagionali.

### Jacksonville Jaguars
Considine non rifirmò con gli Eagles dopo la stagione 2008 e passò ai Jacksonville Jaguars il 27 febbraio 2009. Giocò undici gare per i Jaguars, sei come titolare, venendo rallentato dagli infortuni per la maggior parte della stagione. La successiva disputò 14 partite, 5 dall'inizio, terminando con 52 tackle, um sack e un intercetto.

### Carolina Panthers
I Carolina Panthers fecero firmare a Considine un contratto annuale il 28 luglio 2011. Con essi disputò 4 partite prima di essere svincolato il 4 ottobre 2011.

### Arizona Cardinals
Gli Arizona Cardinals acquisirono Considine l'11 ottobre 2011 2011, dopo l'infortunio patito da Kerry Rhodes.

### Baltimore Ravens
Il 23 marzo 2012, Considine frimò coi Baltimore Ravens. Nella sua prima stagione nel Maryland giocò tutte le 16 gare stagionali, nessuna delle quali come titolare, terminando con 9 tackle. Quell'anno, i Ravens arrivarono a disputare il Super Bowl XLVII contro i San Francisco 49ers.

## Vittorie e premi
- Super Bowl : 1

Baltimore Ravens: Super Bowl XLVII
- American Football Conference Championship: 1

Baltimore Ravens: 2012

## Statistiche
| Tackle totali | 259 |
| Sack          | 2,5 |
| Intercetti    | 4   |